# 九電工
株式会社九電工（きゅうでんこう、英: KYUDENKO CORPORATION）は、福岡県福岡市中央区天神に本社を置く、電気設備工事、空調給排水衛生工事を主な事業とする会社である。九州電力グループ。

## 概要
1944年に福岡市で設立された。電力系電工会社の中では最も空調・衛生工事が売り上げに占める割合が大きく、大規模な地域エネルギーセンターの設計・施工、あるいは集落排水処理施設などの環境分野の設計・施工、プラント工事など周辺関連工事の設計・施工を行っている。その他、遠隔医療システムやBEMSなどの開発をはじめとする情報分野、リース業や維持管理業・保険業・ホテル経営・ゴルフ場経営を行っている。2000年度から2006年度までの売上高の内訳は、約半分が一般電気工事で、空調管工事と配電線工事がそれぞれ約4分の1である。
陸上競技部の活動が著名であり、古くは中央大学時代に箱根駅伝で活躍した西田勝雄やメキシコシティオリンピック男子マラソン日本代表の佐々木精一郎などが所属した。近年では2009年世界陸上マラソン出場前田和浩、2009年世界陸上走幅跳出場桝見咲智子、2016年リオデジャネイロオリンピック10000m銀メダルのポール・タヌイ（ケニア）らが所属するなど強豪チームでもある。

## 沿革
- 1944年（昭和19年）12月1日 - 九州電気工事株式会社（本社：福岡市蓮池町11番地（現在の博多区上呉服町））として資本金250万円で設立。
- 1945年（昭和20年）- 東京出張所を開設（現・東京支社）。
- 1947年（昭和22年）- 九州配電（現・九州電力）と配電工事委託請負契約を締結。
- 1952年（昭和27年）- 本社を福岡市渡辺通一丁目（現・電気ビル）に移転。
- 1962年（昭和37年）- 研修所開設（現・九電工アカデミー）。
- 1964年（昭和39年）- 空調管工事の営業を開始。
- 1965年（昭和40年）- 大阪事務所を開設（現・大阪支店）。
- 1968年（昭和43年）- 大阪証券取引所2部、福岡証券取引所上場。
- 1971年（昭和46年）- 水処理工事の営業を開始。東京証券取引所2部上場。
- 1972年（昭和47年）- 東京証券取引所、大阪証券取引所各1部指定替え。
- 1976年（昭和51年）4月12日 - 旧本社ビル完成・移転。
- 1981年（昭和56年）- 公共下水道工事の営業を開始。
- 1989年（平成元年）- 株式会社九電工に社名変更。
- 1997年（平成9年）- ISO 9001取得。
- 1999年（平成11年）- ISO 14001取得。技術研究所新築（現・研究開発センター）。
- 2000年（平成12年）- データセンター事業開始
- 2004年（平成16年）- 大阪証券取引所上場廃止。
- 2008年（平成20年）- 執行役員制度を導入。
- 2010年（平成22年）- 東京本社と東京支店を統合し、東京支店を廃止。
- 2024年（令和6年）12月 - 創立80周年を迎えた。
- 2025年（令和7年）
  - 4月 - 10月1日より社名を「KRAFTIA（クラフティア）」に変更予定[3]。
  - 5月19日 本社を天神一丁目のONE FUKUOKA BLDG.に移転。

## 事業項目
- 電気設備工事設計施工
- 配電線工事設計施工
- 空調・衛生設備工事設計施工
- 情報通信設計工事設計施工
- プラント設計工事設計施工
- 環境設備工事設計施工
- 防災設備設計施工
- リニューアル・省エネルギー
- 新エネルギー施設調査設計施工
- メンテナンス業務

## 関連会社

### 電気設備工事
- 株式会社福岡電設
- 株式会社福東電設（福設と合併）
- 株式会社筑後電設（筑南電設と合併）
- 株式会社きたせつ（小倉電設、筑豊電設、北九州設備と合併、名称変更）
- 株式会社大分電設（豊洋電設、設備サービス大分と合併）
- 株式会社明光社
- 株式会社みやえい（宮日設備と合併）
- 株式会社南九州電設（九電工ファシリティーズ鹿児島と合併）
- 株式会社鹿栄電設
- 株式会社熊栄電設
- 株式会社肥後熊北総合設備（熊北電設と肥後設備と合併）
- 株式会社球磨電設
- 株式会社チョーエイ（長営電設、長北電設、長翔設備と合併）
- 株式会社有明電設（佐賀設備工業と合併）
- 株式会社キューティー
- 隔測計装株式会社
- 株式会社長北電設
- 小寺電業株式会社

### 空調管設備工事
- 扶桑工業株式会社
- 九錦設備工業株式会社
- 九興総合設備株式会社

### 設備メンテナンス
- 株式会社設備保守センター

### ネット遠隔診断サービス
- 株式会社ネット・メディカルセンター

### 人材派遣会社
- 株式会社ポータル

### 設計・積算
- 株式会社クオテック

### 特例子会社
- 株式会社九電工フレンドリー

### 機械器具販売
- 株式会社Q-mast

### 不動産
- 九電工ホーム株式会社

### システム・ネットワークエンジニアリング
- 株式会社オートメイション・テクノロジー

### 電気事業
- 九電工新エネルギー株式会社

### ビジネスホテル事業
- 株式会社スリーイン（「ホテルアービック鹿児島」を経営）

### ゴルフ場
- 九電工北山観光株式会社

### 商業施設
- 株式会社ベイサイドプレイス博多

### 日本国外関連子会社
- 九連環境開發股份有限公司（台湾/桃園）
- APECO社（シンガポール）

## 提供番組
- 福岡国際マラソン（KBCテレビ制作・テレビ朝日系）
- 新 窓をあけて九州（RKB毎日放送・長崎放送・熊本放送・大分放送・宮崎放送・南日本放送）
  - ※九州電力、九州通信ネットワーク、キューデンインフォコムなど九州電力グループとしての共同提供
- みんなのニュース かごしま（鹿児島テレビ）

過去
- JNNおはようニュース&スポーツ（RKB毎日放送） 旧社名時代（クレジット上の社名表記は「九州電工」）
- FBSニュースリポート（福岡放送） 同上、九州電力と共同で協賛

## CM出演者
- 下川辰平（福岡県出身の俳優、故人。九州電工時代）
- 内川聖一（福岡ソフトバンクホークス選手時代）

## 主な事案・事件
- 2009年（平成21年）12月2日、福岡地裁は、当社に対し過労が原因で自殺した社員（当時30歳）の遺族に計約1億円を支払うよう命じる判決を下した。
- 2012年（平成24年）、福岡国税局の税務調査にて、2011年3月期までの3年間に亘り、約8,000万円の申告漏れを指摘されていたことが判明。当社は、下請会社に発注した電気工事に絡み、下請会社が失踪したため、電気設備費を孫請会社に肩代わりして支払ったが、この際に生じた経費について「立替金」とすべきところ、「工事費」として処理したことが所得隠しにあたると認定された（関連記事）。
- 2019年（平成31年）3月9日、当社のある営業所長が福岡県警に逮捕。2016年（平成28年）7月に福岡県築上町が発注した「し尿処理施設建設工事」の入札において入札妨害を行った疑い。このことにより当社は、同年中に国及び地方公共団体が発注する事業等の指名停止処分（3か月以内）を受けた[4]。